# Heteropoda andamanensis
Heteropoda andamanensis är en spindelart som beskrevs av Benoy Krishna Tikader 1977. Heteropoda andamanensis ingår i släktet Heteropoda och familjen jättekrabbspindlar.
Artens utbredningsområde är Andamanerna. Inga underarter finns listade i Catalogue of Life.